# Psicroplaneta

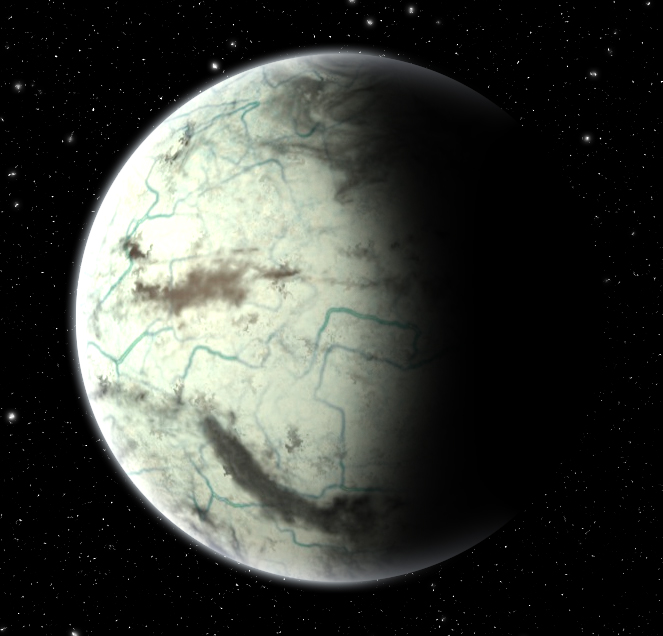
Impresión artística de Kapteyn b, un psicroplaneta.

Un psicroplaneta es un cuerpo planetario con una temperatura media superficial de entre -50 °C y 0 °C con posibilidades de albergar algún tipo de vida. El término pertenece a la clasificación térmica de habitabilidad planetaria desarrollada por el Laboratorio de Habitabilidad Planetaria (en inglés, «Planet Habitability Laboratory» o «PHL») de la Universidad de Puerto Rico en Arecibo, y procede de la unión de la palabra griega psychros (frío) con el término planeta. A pesar de que los métodos actuales de detección de exoplanetas favorecen los hallazgos de cuerpos más cálidos, hay 10 planetas confirmados que entrarían en la categoría de psicroplanetas. En el sistema solar no hay ningún planeta perteneciente a esta tipología, ya que la Tierra es un «mesoplaneta» (temperatura media entre 0 °C y 50 °C) y Marte, el siguiente en distancia respecto al Sol, sería un «hipopsicroplaneta» (<-50 °C) si alberga algún tipo de vida. Sin embargo, la amplitud térmica de los planetas y satélites hace que varios cuerpos del sistema solar registren eventualmente temperaturas dentro del rango de los psicroplanetas, aunque su media quede fuera de los márgenes para esta clase de cuerpos celestes y ninguno, salvo la Tierra, parece ser habitable.

## Características

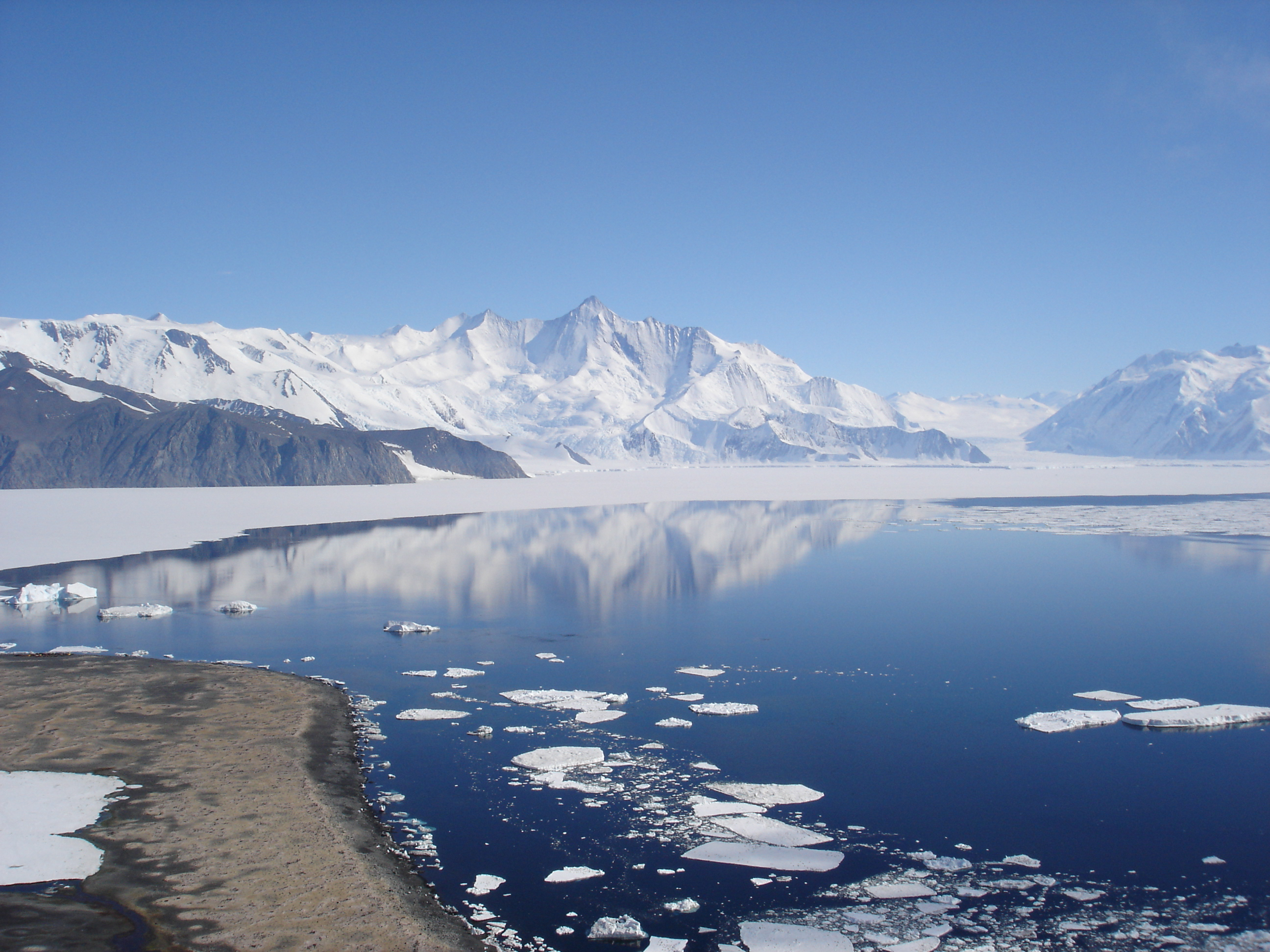
La costa antártica presenta un ambiente similar a las posibles zonas habitables de este tipo de planetas.

Los psicroplanetas no poseen un perfil concreto en cuanto a masa, composición o densidad atmosférica; y es posible encontrarlos en torno a cualquier tipo de estrella. No obstante, deben tener la posibilidad de ser habitables, por lo que los cuerpos claramente gaseosos (es decir, excesivamente masivos) o con condiciones muy hostiles probablemente serían catalogados como «no habitables». Entre los psicroplanetas confirmados hasta la fecha, es probable que haya minineptunos y planetas telúricos como la Tierra. En estos últimos, el estado en que se encuentren los elementos presentes en el planeta (sólido, líquido o gaseoso) dependerá de la presión atmosférica sobre su superficie. 
Es posible que algunos de los exoplanetas descubiertos y catalogados como psicroplanetas no lo sean realmente, ya que la temperatura media superficial se estima en función del tipo de estrella a la que orbita el objeto y de la distancia de separación respecto a ella, con un albedo y atmósfera (en cuanto a densidad y composición) similares a los de la Tierra, y podría variar sustancialmente si estos dos últimos difieren notoriamente de los parámetros terrestres. De hecho, la propia Tierra sería un psicroplaneta con una temperatura media de -18 °C de no ser por los efectos de su atmósfera.
Por su proximidad respecto a la zona térmica ideal para la vida tal y como la conocemos, pertenecen al catálogo de exoplanetas potencialmente habitables.
| Clase         | Hipopsicroplanetas (hP)   | Psicroplanetas (P)                       | Mesoplanetas (M)                        | Termoplanetas (T)*                                       | Hipertermoplanetas (hT)*                         |
| Rango térmico | <-50 °C                   | -50 °C a 0 °C                            | 0 °C a 50 °C                            | 50 °C a 100 °C                                           | >100 °C                                          |
| Ejemplos      | - Kepler-186f - KOI-4427b | - Kepler-442b - Kepler-62f - Kepler-174d | - La Tierra - Kepler-438b - Kepler-296e | - Kepler-395c (NH) - Gliese 682 b (NH) - Kepler-52d (NH) | - Venus (NH) - Kepler-49e (NH) - Kepler-55b (NH) |

*No hay hallazgos confirmados de (T) y (hT). Los ejemplos son exoplanetas «no habitables» (NH) con temperaturas propias de esta clase de cuerpos planetarios.

## Ubicación
Los psicroplanetas están situados en la zona habitable del sistema, pudiendo rebasar en algunos casos el centro de la misma para adentrarse en el confín interno de la zona de habitabilidad (especialmente si su estrella es poco masiva), aunque no tanto como la Tierra. El PHL establece un indicador para marcar la posición de un exoplaneta respecto al centro de la zona habitable, llamado «HZD» (del inglés «Habitable Zone Distance»), con valores comprendidos entre -1 (más cercano a la estrella) y +1 (más lejano). La Tierra, desplazada hacia el confín interno de la zona de habitabilidad, tiene un HZD de -0,5. Entre los exoplanetas confirmados con mayor Índice de Similitud con la Tierra hay varios psicroplanetas. Uno de ellos, Kepler-442b, con una temperatura media de -2,65 °C, tiene un HZD de -0,34 (es decir, se encuentra en el confín interno de la zona habitable, aunque más próximo al centro de la misma que la Tierra). Sin embargo, hay varios mesoplanetas no confirmados que, con un HZD mayor, tienen temperaturas medias superiores. Esto se debe al tipo de estrella a la que orbitan, ya que las más masivas tienden a tener zonas habitables de mayor tamaño y el descenso en la temperatura media a medida que aumenta la distancia respecto a la estrella es más suave.

## Habitabilidad
Actualmente, la astrobiología centra su búsqueda de vida extraterrestre en exoplanetas telúricos situados en la zona de habitabilidad de su sistema. Los psicroplanetas, al pertenecer a la zona habitable, son considerados como candidatos potenciales para albergar vida. Una buena parte de la lista de exoplanetas potencialmente habitables está integrada por psicroplanetas (como Kepler-442b, Gliese 667 Cf, HD 40307 g, Gliese 3293 c, Kapteyn b y Kepler-62f).
Los expertos consideran que la Tierra, si estuviese ubicada en la posición de Marte (un hipopsicroplaneta), seguiría siendo apta para la vida. Los exoplanetas más masivos que la Tierra pueden tener atmósferas más densas como consecuencia de su mayor gravedad, lo que podría incrementar su temperatura media superficial y convertirlos en mesoplanetas. De igual modo, es posible que algunos psicroplanetas «reales» cuenten con zonas donde las temperaturas se mantengan por encima de los 0 °C, permitiendo la presencia de agua líquida y, como consecuencia, de organismos adaptados al clima planetario. En el futuro, nuevas observaciones permitirán descubrir el verdadero potencial para la vida de los psicroplanetas.